# Adscita jordani
Adscita jordani is een vlinder uit de familie bloeddrupjes (Zygaenidae). De wetenschappelijke naam is voor het eerst geldig gepubliceerd in 1921 door Naufock.
De soort komt voor in Europa.